# Ernsta depauperata
Ernsta depauperata is een vlinder uit de familie van de dikkopjes (Hesperiidae). De wetenschappelijke naam van de soort is voor het eerst gepubliceerd in 1911 door Embrik Strand.
De soort komt voor in Congo-Kinshasa, Oeganda, Kenia, Tanzania, Zambia, Malawi, Mozambique, Zimbabwe, Botswana, Namibië, Zuid-Afrika en Swaziland.